# Noms en anglais
 (juin 2022).
La mise en forme du texte ne suit pas les recommandations de Wikipédia : il faut le « wikifier ».
Les points d'amélioration suivants sont les cas les plus fréquents. Le détail des points à revoir est peut-être précisé sur la page de discussion.
- Les titres sont pré-formatés par le logiciel. Ils ne sont ni en capitales, ni en gras.
- Le texte ne doit pas être écrit en capitales (les noms de famille non plus), ni en gras, ni en italique, ni en « petit »…
- Le gras n'est utilisé que pour surligner le titre de l'article dans l'introduction, une seule fois.
- L'italique est rarement utilisé : mots en langue étrangère, titres d'œuvres, noms de bateaux, etc.
- Les citations ne sont pas en italique mais en corps de texte normal. Elles sont entourées par des guillemets français : « et ».
- Les listes à puces sont à éviter, des paragraphes rédigés étant largement préférés. Les tableaux sont à réserver à la présentation de données structurées (résultats, etc.).
- Les appels de note de bas de page (petits chiffres en exposant, introduits par l'outil «  Source ») sont à placer entre la fin de phrase et le point final[comme ça].
- Les liens internes (vers d'autres articles de Wikipédia) sont à choisir avec parcimonie. Créez des liens vers des articles approfondissant le sujet. Les termes génériques sans rapport avec le sujet sont à éviter, ainsi que les répétitions de liens vers un même terme.
- Les liens externes sont à placer uniquement dans une section « Liens externes », à la fin de l'article. Ces liens sont à choisir avec parcimonie suivant les règles définies. Si un lien sert de source à l'article, son insertion dans le texte est à faire par les notes de bas de page.
- La présentation des références doit suivre les conventions bibliographiques. Il est recommandé d'utiliser les modèles {{Ouvrage}}, {{Chapitre}}, {{Article}}, {{Lien web}} et/ou {{Bibliographie}}. Le mode d'édition visuel peut mettre en forme automatiquement les références.
- Insérer une infobox (cadre d'informations à droite) n'est pas obligatoire pour parachever la mise en page.

Pour une aide détaillée, merci de consulter Aide:Wikification.
Si vous pensez que ces points ont été résolus, vous pouvez retirer ce bandeau et améliorer la mise en forme d'un autre article.
Les noms forment la plus grande catégorie de mots en anglais, à la fois en termes de nombre de mots différents et en termes de fréquence d'utilisation dans des textes typiques. Les trois principales catégories de noms anglais sont les noms communs, les noms propres et les pronoms. Une caractéristique déterminante des noms anglais est leur capacité à se fléchir pour le nombre, comme à travers le morphème du pluriel - s. Les noms anglais fonctionnent principalement comme têtes de syntagme nominal, qui fonctionnent prototypiquement au niveau de la proposition en tant que sujets, objets et attributs du sujet. Ces syntagmes sont les seuls syntagmes anglais dont la structure comprend des déterminants et des prédéterminants, qui ajoutent une signification abstraite spécifiante telle que la définitude et la proximité. Comme les noms en général, les noms anglais désignent généralement des objets physiques, mais ils désignent également des actions (par exemple, get up and have a stretch), des caractéristiques (par exemple, this red is lovely), des relations dans l'espace (par exemple, la closeness). Plus généralement, les noms ont la capacité de désigner tous les types ontologiques de référents. Prises ensemble, ces caractéristiques séparent les noms anglais des autres catégories lexicales de la langue, telles que les adjectifs et les verbes.
Pour les besoins de cet article, les noms anglais incluent les pronoms anglais, mais pas les déterminatifs anglais.

## Sous-types
Les noms anglais sont classés en trois sous-types principaux, à savoir, les noms communs, les noms propres et les pronoms, chacun avec son propre comportement syntaxique typique.

### Noms propres
Les noms propres sont une classe de mots tels que December, France, Michelle et Chopin qui sont les dénominations propre. Alors que les noms propres forment une catégorie grammaticale de mots, les dénominations propre forment une catégorie sémantique de signes. Les noms propres apparaissent couramment dans les dénominations propre. Bien que tous dénominations propre ne contiennent pas de noms propres (par exemple, General Electric est un dénomination propre sans nom propre). Les cas centraux de dénominations propre, selon The Cambridge Grammar of the English Language, "sont des expressions qui ont été conventionnellement adoptées comme nom d'une entité particulière". Une catégorie importante de dénominations propre sont ceux attribués à des personnes ou des animaux particuliers (Elizabeth, Fido). D'autres incluent des lieux particuliers (New Zealand, Québec) et des institutions (Cambridge University, the United States Senate). Alors que dénominations propre peuvent être réalisés par des constituants de plusieurs mots, un nom propre est une unité au niveau du mot en anglais. Ainsi, Zealand, par exemple, est un nom propre, mais New Zealand, bien qu'un dénomination propre d'un lieu particulier, n'est pas un nom propre.
Contrairement aux noms communs, les noms propres ne présentent généralement pas de contraste nombre en anglais. La plupart des noms propres en anglais sont au singulier et n'ont pas de forme plurielle, bien que certains puissent être au pluriel et n'ont pas de forme singulière. Par exemple, on attend généralement Michigan mais pas *Michigans et the Philippines mais pas *Philippine. Les noms propres diffèrent également des noms communs en ce qu'ils n'ont généralement pas de déterminatif. Par exemple, on dit Michigan mais pas *the Michigan. Lorsqu'un nom propre comprend un déterminatif, comme the Bahamas ce déterminatif ne peut normalement pas être modifié (comparez *a Bahama et *some Bahamas). Enfin, les noms propres diffèrent des noms communs en ce qu'ils ne peuvent généralement pas être modifiés par des modificateurs restrictifs.
En anglais, les caractéristiques qui distinguent les noms propres des noms communs ne s'appliquent pas nécessairement dans les rares situations où les noms propres n'ont pas de dénotation unique. Par exemple, London fait généralement référence à un lieu unique, mais quelqu'un qui essaie de lever l'ambiguïté entre deux lieux nommés London pourrait le mettre au pluriel (Which of the Londons are you referring to?), ajouter un déterminant (Do you mean the London in Ontario?), ou ajouter un modificateur restrictif (Do you mean the London in Ontario?).

### Pronoms
Les pronoms anglais sont une catégorie fermée de mots qui ont une variété de caractéristiques les distinguant des noms communs et propres. Contrairement aux noms communs, les pronoms sont principalement des pro-formes déictiques et anaphoriques. Dans la proposition I like you, par exemple, I et you sont déictiques en ce sens que leurs significations ne peuvent être comprises qu'en relation avec le contexte de l'énoncé. Dans la proposition Tell Anne I want to talk to her, en revanche, her est anaphorique en ce que le pronom tire sa référence de son antécédent (Anne, dans ce cas).
Contrairement aux noms communs, les pronoms anglais présentent des distinctions de cas (par exemple, I, me, mine), de personne (par exemple, I, you) et de genre (par exemple, he, she). Bien que les noms communs et les pronoms montrent une distinction dénombrable en anglais, ils le font différemment : les noms communs ont tendance à prendre une terminaison flexionnelle (–s) pour marquer les pluriels, mais les pronoms ne le font généralement pas. Les pronoms anglais sont également plus limités que les noms communs dans leur capacité à prendre des dépendants. Par exemple, alors que les noms communs peuvent souvent être précédés d'un déterminant (par exemple, the car), les pronoms ne le peuvent pas.
Dans la conversation anglaise, les pronoms sont à peu près aussi fréquents que les autres noms. Dans la fiction, les pronoms représentent environ un tiers de tous les noms, et dans la presse et l'anglais académique, les pronoms représentent une petite minorité des noms (<10%).

### Noms communs
Les noms communs sont définis comme ceux qui ne sont ni des noms propres ni des pronoms. Ce sont les plus nombreux et les plus utilisés en anglais.
Les noms communs peuvent être divisés en noms dénombrables et indénombrables. Un nom dénombrable peut prendre un nombre comme déterminant (par exemple, -40 degrees, zero calories, one cat, three bananas, 276 dollars). Ces noms tendent à désigner des éléments qui sont des entités identifiables individuellement, tandis qu'un nom indénombrable désigne un continuum ou une masse indifférenciée (air, cheese, lots of gravel some water, enough heat),. La distinction dénombrable et indénombrable affecte également les déterminatifs qui peuvent apparaître avec les noms : les noms dénombrables singuliers peuvent apparaître avec a mais pas some (par exemple, a chair mais pas *some chair) tandis que les noms indénombrables peuvent apparaître avec some mais pas a (par exemple, chemistry mais pas *a chemistry). De nombreux noms communs ont à la fois un emploi dénombrable et un emploi indénombrable. Par exemple, beer est employé de façon indénombrable dans une phrase comme she was drinking beer, mais de façon dénombrable dans she drank another beer.

## Morphologie

### Flexionelle
Une propriété déterminante des noms anglais est leur capacité à s'infléchir pour le nombre (c'est-à-dire, singulier ou pluriel). En plus du nombre, les pronoms anglais peuvent s'infléchir pour le cas, une caractéristique partagée par certains SN (syntagmes nominaux; voir la discussion sur le cas ci-dessous) mais pas les noms communs eux-mêmes.

#### Noms communs
Les noms communs en anglais ont peu de morphologie flexionnelle, ne se fléchissant que pour le nombre. Dans l'écriture anglaise moderne, le pluriel est généralement formé avec le morphème –s, qui peut être réalisé phonétiquement comme /s/, /z/ ou /əz/. Par exemple, les noms singuliers cat, dog et bush sont mis au pluriel comme cats (s = /s/), dogs ( s = /z/ ) et bushes (es = /əz/), respectivement. Les noms anglais irréguliers sont marqués au pluriel par d'autres moyens, héritant souvent de la morphologie plurielle des anciennes formes d'anglais ou des langues auxquelles ils sont empruntés. Les formes plurielles du vieil anglais résultent d'une mutation de voyelle (par exemple, foot/feet ), de l'ajout de –en (par exemple, ox/oxen ) ou de l'absence de changement (par exemple, this sheep/these sheep). L'anglais a également emprunté les formes plurielles des emprunts à diverses langues, telles que le latin (par exemple, stimulus/stimuli) et le grec (par exemple, criterion/criteria).
Certaines variétés d'anglais utilisent différentes méthodes de marquage du pluriel, dont beaucoup relèvent de l'un des trois modèles. Premièrement, le morphème pluriel peut être absent lorsqu'un autre mot indique déjà que le nom est pluriel. Dans la clause two girl just left, par exemple, les locuteurs de certaines variétés n'utiliseraient pas le morphème pluriel sur le nom girl parce que le déterminant two marque déjà le syntagme nominal au pluriel. Dem, qui est dérivé du them, est souvent utilisé sans le morphème pluriel, comme dans dem book (plutôt que dem books ). Cette méthode de marquage au pluriel est attestée en gullah et en anglais des Caraïbes, entre autres variétés. Deuxièmement, le morphème pluriel peut être absent spécifiquement dans les syntagmes nominaux désignant des poids et des mesures, mais pas dans d'autres situations. Ainsi, certaines variétés peuvent produire des syntagmes nominaux comme ten mile (plutôt que ten miles ) tout en utilisant le morphème pluriel dans d'autres contextes (par exemple, two girls ). Cette méthode de marquage au pluriel des poids et mesures se produit dans certaines variétés rurales de l'anglais du sud des États-Unis. Troisièmement, les noms pluriels irréguliers peuvent être régularisés et utiliser le morphème –s. Cela peut se produire lorsque le pluriel n'est pas marqué autrement (par exemple, sheeps pour sheep), lorsque le pluriel est généralement marqué d'un morphème autre que –s (par exemple, oxes pour oxen ), ou lorsque le pluriel est généralement formé par mutation de voyelle (par exemple, foots pour feet). Dans le cas de pluriels marqués par une mutation de voyelle, certaines variétés peuvent double marquer le pluriel (par exemple, feets). La régularisation du marquage pluriel se produit dans plusieurs variétés d'anglais, y compris l'anglais afro-américain.
Les grammaires traditionnelles suggèrent que les noms anglais peuvent également prendre des terminaisons de cas génitif, comme dans le –'s dans the cat's paws. Les grammaires informées par la linguistique moderne, cependant, analysent cette terminaison comme s'appliquant à des syntagmes nominaux entiers plutôt qu'aux noms eux-mêmes. Dans la syntagme the cat with brown fur's paws, par exemple, le possessif est réalisé au niveau du syntagme nominal entier the cat with brown fur, et non sur le nom fur. Cette analyse peut être illustrée par une notation entre crochets:
- [SN [SN the cat]'s paws]
- [SN [SN the cat with brown fur]'s paws]

#### Pronoms
Les types qui sont incontestablement des pronoms sont les pronoms personnels, les pronoms relatifs, les pronoms interrogatifs et les pronoms réciproques. Le tableau suivant présente les pronoms de l'anglais standard moderne (pour les pronoms dans d'autres dialectes, voir l'article principal sur les pronoms anglais). Le cas nominatif est généralement utilisé pour les sujets (par exemple, I went) et l'accusatif pour les objets (par exemple, Help me). Les réflexifs sont généralement des objets lorsque le sujet et l'objet sont la même personne ou les mêmes personnes. Les génitifs sont utilisés pour la possession, l'appartenance, les sources, l'ascendance, etc. Le génitif indépendant forme généralement un syntagme nominal tout seul (par exemple, Mine works ), tandis que le génitif dépendant apparaît généralement avec un nom principal dont il dépend (par exemple, [My copy ] works.).
|                    |                        |                    | Nominatif              | Accusatif              | Réfléchi   | Indépendant génitif        | Dépendant génitif          |
| ------------------ | ---------------------- | ------------------ | ---------------------- | ---------------------- | ---------- | -------------------------- | -------------------------- |
| Première personne  | Singulier              | Singulier          | I                      | me                     | myself     | mine                       | my                         |
| Première personne  | Pluriel                | Pluriel            | we                     | us                     | ourselves  | ours                       | our                        |
| Deuxième personne  | Deuxième personne      | Deuxième personne  | you                    | you                    | yourselves | yours                      | your                       |
| Troisième personne | Singulier              | Masculin           | he                     | him                    | himself    | his                        | his                        |
| Troisième personne | Singulier              | Féminin            | she                    | her                    | herself    | hers                       | her                        |
| Troisième personne | Singulier              | Neutre             | it                     | it                     | itself     |                            | its                        |
| Troisième personne | Singulier              | Epicène            | they                   | them                   | themselves | theirs                     | their                      |
| Troisième personne | Pluriel                | Pluriel            | they                   | them                   | themselves | theirs                     | their                      |
| Générique          | Générique              | Générique          | one                    | one                    | oneself    |                            | one's                      |
| Wh–                | Relatif & interrogatif | Personnel          | who                    | whom                   |            | whose†                     | whose                      |
| Wh–                | Relatif & interrogatif | Non personnel      | what                   | what                   |            |                            |                            |
| Wh–                | Relatif uniquement     | Relatif uniquement | which                  | which                  |            |                            |                            |
| Réciproque         | Réciproque             | Réciproque         | each other one another | each other one another |            | each other's one another's | each other's one another's |
| Factice            | Factice                | Factice            | there it               |                        |            |                            |                            |

† Interrogatif uniquement (par exemple, Whose is this?). Le whose relatif n'est pas possible (par exemple, *This is Kim's, whose we forgot).

### Dérivationnelle (pour les noms communs)
Les suffixes de formation de noms les plus courants en anglais sont –tion, –ism, –ity et –ness. Par exemple, le verbe activate + –tion devient le nom activation. Les noms anglais peuvent également être formés par conversion (pas de changement, par exemple, run [verbe] → run [nom]) et composition (rassembler deux bases, par exemple, grand + mother → grandmother ).
Il existe également de nombreux préfixes qui peuvent être attachés aux noms anglais pour changer leur sens. Une petite liste d'exemples comprend anti–, bi–, dis–, hyper–, mega–, non– et re– (par exemple, re– + vision → revision ).

## Sémantique des noms et des syntagmes nominaux
Les syntagmes nominaux anglaises héritent généralement de la dénotation du nom principal. En plus de cela, ils peuvent avoir de nombreuses autres caractéristiques sémantiques, notamment la définition, la référence, la spécificité, le nombre, la quantification, le genre et la personne.

### Dénotation et référence
Les noms anglais désignent de manière prototypique des entités. La dénotation d'une expression est sa signification littérale, telle que les significations répertoriées dans les dictionnaires monolingues. Par exemple, l'une des choses que apple désigne est « un fruit commun et rond produit par l'arbre Malus domestica, cultivé dans les climats tempérés ».
Les syntagmes nominaux en anglais peuvent également faire référence à des entités. Un syntagme nominal est référentiel s'il est utilisé pour désigner une entité qui se distingue par des propriétés autres que celles inhérentes à la signification du syntagme nominal lui-même. Par exemple, le syntagme nominal his dog dans Sam found his dog sélectionne une entité particulière (un chien) qui se distingue par des propriétés non exprimées dans le sens de dog (telles que la race, la couleur, etc.).
Tous les syntagmes nominaux ne se réfèrent pas. En fait, certains types de syntagmes nominaux sont par nature non référentiels. Ceux-ci incluent des syntagmes nominaux négatifs, interrogatifs et à rôle nu ainsi que des syntagmes nominaux avec either ou each autre fonctionnant comme un déterminant. Les SN soulignés dans les exemples suivants ne font pas référence :
1. Négatif : Nobody came.
2. Interrogatif : Who likes ice cream?
3. Rôle nu : She was elected president.
4. Either comme déterminant : Either team might win the game.
5. Each comme déterminant : She interviewed each child in turn.
6. Pronom factice It's raining.
7. Existentiel there : There's a problem.

### Comptabilité et nombre
Les noms communs peuvent être divisés en noms dénombrables et noms indénombrables. Les noms anglais ont généralement à la fois un sens dénombrable et un sens indénombrable, bien que pour un nom donné, un sens domine généralement. Par exemple, apple est généralement dénombrable (two apples), mais elle a aussi un sens indénombrables (par exemple, this pie is full of apple). Lorsque vous discutez de différents types de quelque chose, un formulaire dénombrables est disponible pour presque n'importe quel nom (par exemple, This shop carries many cheeses. = "many types of cheese").
En général, les noms indénombrables désignent des choses qui, une fois assemblées, restent la même chose. Par exemple, si j'ai des bagages et que vous me donnez plus de bagages, je n'ai toujours que des bagages. Les noms dénombrables échouent à ce test : si j'ai une pomme, et que je vous donne plus de pomme ou plus de pommes, je n'ai plus qu'une pomme.
L'anglais moderne marque une division entre le singulier et le pluriel. (Les anciens pronoms anglais marquaient également le double nombre.) Le nombre singulier restreint la dénotation du nom à l'ensemble des singularités. On dit souvent que le nombre pluriel signifie plus d'un, mais, en fait, il restreint la dénotation du nom à l'ensemble des non-singularités. Autrement dit, en anglais, les noms au pluriel conviennent aux quantités désignées par tous les nombres réels, y compris 0 et d'autres quantités inférieures à 1, sauf exactement ±1.
Le numéro sémantique et le numéro grammatical d'un SN particulier peuvent ne pas correspondre. Par exemple, avec des noms collectifs tels que committee, qui désignent une unité composée de plusieurs individus, l'accord peut être soit singulier parce que le nom est morphologiquement singulier (par exemple, The committee has not yet come to a decision) ou pluriel parce qu'il est sémantiquement pluriel (par exemple, The committee have not yet come to a decision).

### Genre et animéité
L'anglais moderne a perdu le système de genre grammatical qui était présent dans le vieil anglais, et bien qu'il y ait un certain désaccord sur ce qui l'a remplacé, on dit généralement que l'anglais a un système de «genre naturel», qui ne s'applique qu'aux pronoms. Un genre naturel est celui "dans lequel il existe une corrélation claire entre les noms masculins et féminins et les traits biologiques du référent". Mais la question de savoir si cela caractérise avec précision le système de genre anglais est contestée.
The Cambridge Grammar of the English Language soutient que l'anglais a un genre "faiblement grammaticalisé", qui est basé uniquement sur l'accord des pronoms. Ce système de genre implique deux sous-systèmes : un impliquant les distinctions entre les pronoms personnels he, she, et it et un autre impliquant les distinctions entre les pronoms interrogatifs et relatifs who et which. Dans le sous-système des pronoms personnels, les noms peuvent être classés selon qu'ils sont compatibles avec un, deux ou trois de ces trois pronoms personnels. Les noms à un seul genre et à deux genres peuvent être sous-classés en fonction des pronoms spécifiques avec lesquels ils s'accordent. Il en résulte sept classes :
- Noms masculins unigenres (par exemple, boy, stepson)
- Noms féminins unigenres (par exemple, girl, stepdaughter, actress)
- Noms neutres unigenres (par exemple, arrival, beer)
- Noms masculins/féminins à double genre (par exemple, actor, doctor)
- Noms masculins/neutres à deux genres (par exemple, bull, brother)
- Noms féminins/neutres à deux genres (par exemple, cow, sister, ship)
- Noms à trois genres (par exemple, baby, dog)

Ces classes ne sont pas également communes. Par exemple, les noms neutres unigenres représentent une grande majorité des noms communs tandis que les noms masculins/neutres bigenres ne représentent que les espèces animales mâles et certains termes de parenté qui peuvent s'appliquer à la fois aux humains et aux animaux.
Dans le sous-système des pronoms relatifs, les noms peuvent être classés selon qu'ils s'accordent avec who ou avec which. Les noms qui s'accordent avec who sont appelés des noms personnels (ou animés) tandis que les noms qui s'accordent avec who sont appelés des noms non personnels (ou inanimés),. Bien qu'il existe un chevauchement substantiel entre les noms non personnels et les noms neutres et entre les noms personnels et les noms masculins et féminins, les chevauchements ne sont pas parfaits. Par exemple, un navire peut être d'accord avec it ou she mais ne peut être d'accord qu'avec which (pas avec who). De même, who peut servir d'antécédent à she ou he, comme dans there is a dog which attacked his/her owner.

## La syntaxe des noms et des syntagmes nominaux
Certaines propriétés déterminantes des noms anglais sont qu'ils fonctionnent comme les têtes des SN et qu'ils peuvent être spécifiés par des déterminants et modifiés par des syntagmes d'adjectifs pré-tête. Une propriété déterminante des SN anglais est qu'ils fonctionnent de manière prototypique au niveau de la clause en tant que sujets, objets et compléments prédicatifs,.

### Les fonctions
Les noms anglais fonctionnent comme la tête d'un nominal (voir §Structure interne ci-dessous), qui à son tour fonctionne principalement comme la tête d'un SN. Au niveau de la clause, les SN anglais fonctionnent généralement comme des sujets, des objets et des compléments prédicatifs. Le tableau suivant montre ces fonctions typiques et les autres fonctions que les SN peuvent prendre :
| Fonction               | Fonction               | Fonction               | Type de nom                                 | Type de nom           |
| Fonction               | Fonction               | Fonction               | Commun et propre                            | Pronom                |
| ---------------------- | ---------------------- | ---------------------- | ------------------------------------------- | --------------------- |
| Complément             | Sujet                  | Sujet                  | Jess is here.                               | She is here.          |
| Complément             | Objet                  | Direct                 | I have two pens.                            | I have them.          |
| Complément             | Objet                  | Indirect               | He tells Jess a story.                      | He tells him a story. |
| Complément             | Prédicatif             | Sujet lié              | This is my brother.                         | This is him.          |
| Complément             | Prédicatif             | Lié à l'objet          | They made her a manager.                    |                       |
| Complément             | Sujet extraposé        | Sujet extraposé        | It's amazing the amount of money he spends. |                       |
| Déterminant avec un SN | Déterminant avec un SN | Déterminant avec un SN | the box's top                               | its top               |
| Circonstant            | Modificateur           | Modificateur           | Try again Monday.                           | I did it myself.      |
| Circonstant            | Supplément             | Supplément             | I met the host, a linguist.                 | I met the host, her.  |

Les nominaux (voir § Structure interne, ci-dessous), apparaissent également comme modificateur de pré-tête dans un nominatif (par exemple, a two day conference).

### Structure interne
Un syntagme nominal simple comme some good ideas a une tête nominale, un syntagme qui exclut tout déterminant (ici, some), et cette nominale, à son tour, a un nom principal (ici ideas) avec tous les modificateurs ou compléments. En gros, le nominal inclut tout après le déterminant (similaire à la façon dont une clause a un syntagme verbal qui inclut essentiellement tout après le sujet). L'arbre syntaxique suivante montre la structure interne d'un SN avec tous les principaux types de dépendants : les modificateurs, un déterminant, un prédéterminant (étiqueté ici comme une sorte de modificateur) et un complément. (Les triangles sont une convention pour simplifier la représentation des structures internes des syntagmes lorsque cela est moins pertinent.)

#### Déterminants
Un SN anglais de base se divise en un déterminant facultatif (généralement un syntagme déterminatif ou un SN génitif) et un nominal tête (par exemple, [many] [good people]). Dans le diagramme ci-dessus, le déterminant est the, et le nominal est preposterous ideas about exercise that Bill has. Le déterminant, s'il est présent, précède toujours le nominal et est autorisé par le nom tête. C'est-à-dire qu'il doit s'accorder en nombre et en dénombrabilité avec le nom tête (par exemple, many people, *many person, some police, *a police).
Bien que la fonction déterminant soit généralement réalisée par des syntagmes déterminatifs, elles peuvent également être réalisées par d'autres syntagmes. Les SN qui réalisent la fonction déterminative sont généralement au génitif (par exemple, your interview) mais n'ont pas besoin de l'être (par exemple, this size home). Les déterminants peuvent également être réalisés par des syntagmes prépositionnels, tels que up to a dozen dans la SN up to a dozen agencies.

#### Prédéterminants
À l'intérieur du SN, mais en dehors du nominal, il y a aussi des prédéterminants, comme illustré par tous dans l'arborescence ci-dessus. Dans ce cas, all a un rôle spécifiant plutôt qu'un rôle modificateur dans le syntagme nominal, un peu comme le déterminatif the, mais la fonction déterminant a déjà été remplie. Pour tenir compte de SN comme celles-ci, certaines grammaires (telles que Oxford Modern English Grammar et A Comprehensive Grammar of the English Language ) reconnaissent également la fonction de prédéterminant,. D'autres grammaires offrent des comptes rendus différents de ces constructions. Par exemple, The Cambridge Grammar of the English Language les classe comme un "predeterminer modifier".
Comme la fonction déterminative, la fonction prédéterminative est généralement réalisée par des DPs. Cependant, ils peuvent également être réalisés par des SN (par exemple, three times the speed).

#### Modificateurs
À l'intérieur du nominal, les modificateurs peuvent être divisés en pré-tête (avant le nom) et post-tête (après le nom). Les syntagmes adjectifs sont les prototypiques des modificateurs pré-tête des noms, comme illustré par preposterous dans le diagramme en arbre ci-dessus. Les syntagmes prépositionnels de type adjectif peuvent également fonctionner comme modificateurs pré-tête des noms. Par exemple, le syntagme prépositionnel under threat fonctionne comme un modificateur pré-tête dans la SN the under-threat postal service. La nature semblable à un adjectif de ces syntagmes prépositionnels est indiquée par la tendance à leur donner un trait d'union à l'écrit et par le fait qu'ils peuvent généralement être paraphrasés avec un syntagme adjectif (comparer the endangered postal service). De même, les syntagmes verbaux (VP) peuvent fonctionner comme des modificateurs de pré-tête de noms. Dans la SN pay-as-you-go SIM card, par exemple, la VP pay as you go fonctionne comme un modificateur pré-tête. Comme les prépositions de type adjectif, ces VP ont tendance à leur donner un trait d'union à l'écrit.
D'autres modificateurs pré-tête de noms incluent les nominaux. Dans la SN Nirvana's classic early nineties album, par exemple, le nominal early nineties modifie le nom album. Le statut de modificateur du nominal peut être rendu plus clair en paraphrasant la SN qui le contient : Nirvana's classic album from the early nineties, dans lequel from the early nineties est plus clairement un modificateur. Les syntagmes verbaux peuvent également fonctionner comme modificateurs de pré-tête de noms. Par exemple, le syntagme verbal regularly dripping peut fonctionner comme un modificateur de pré-tête dans la SN a regularly dripping faucet. Le fait que le dripping peut être et est modifié par un adverbe de manière (regularly) mais ne peut pas être modifié par un adverbe de degré (tel que very) indique que ces modificateurs de pré-tête sont des syntagmes verbaux plutôt que des syntagmes adjectifs car les verbes peuvent généralement être modifiés par les adverbes de manière mais pas de degré tandis que les adjectifs peuvent généralement être modifiés par les adverbes de degré mais pas de manière. Un autre modificateur pré-tête des noms est les syntagmes déterminatifs. Par exemple, le syntagme déterminatif two dans la SN these two images fonctionne comme un modificateur de pré-tête. Alors que les déterminants qui apparaissent avant les noms ont tendance à fonctionner comme des déterminants, les SN ne peuvent contenir qu'un seul déterminant, de sorte que les syntagmes déterminatifs supplémentaires doivent avoir une autre fonction. Dans these two images, le syntagme déterminatif ces remplit la fonction déterminante, de sorte que la syntagme déterminatif supplémentaire two doit plutôt être analysé comme  modificateur pré-tête. Certaines grammaires étiquettent ces syntagmes déterminatifs postdéterminants. Rarement, un syntagme d'adverbe peut fonctionner comme un modificateur de pré-tête de noms. Dans la SN une presque victoire, par exemple, le syntagme adverbial presque fonctionne comme modificateur de pré-tête.
Les clauses relatives, telles que that Bill has dans l'arbore ci-dessus, sont courantes en tant que modificateurs post-tête. Les syntagmes prépositionnels sont une autre variété courante de modificateur post-tête. Dans la SN an apple in a tree, par exemple, le syntagme prépositionnel in a tree, fonctionne comme modificateur post-tête. Les syntagmes adjectifs peuvent également fonctionner comme modificateurs post-tête. Certains de ces syntagmes adjectifs sont des clauses relatives réduites, telles que des balloons full of helium (comparez balloons that were full of helium). D'autres sont des adjectifs post-positifs, comme the attorney general. Les SN elles-mêmes peuvent fonctionner comme compléments post-tête dans les SN. Dans la SN shoes that size, par exemple, la SN that size fonctionne comme un modificateur post-tête. Certains déterminants (à savoir, each, enough, less, et more ) peuvent être des syntagmes déterminatifs qui fonctionnent comme des modificateurs post-tête de SN, comme dans le syntagme déterminatif each dans three dollars each. Rarement, les syntagmes adverbiaux peuvent fonctionner comme des modificateurs post-tête, comme le syntagme adverbial globally dans la SN the changes globally.
Les modificateurs externes existent à l'intérieur du SN mais en dehors du nominal. Ces modificateurs sont souvent des adverbes, comme illustré par even dans l'arbore ci-dessus. Les modificateurs externes peuvent également être réalisés par des syntagmes nominaux (par exemple, every bit a philosopher). Les modificateurs externes ne peuvent s'attacher qu'au début ou à la fin des syntagmes nominaux. Lorsqu'ils sont positionnés au début, ils apparaissent avant tout modificateur prédéterminant, déterminant ou interne. Dans la SN, even all their best songs, par exemple, le modificateur externe (even) doit apparaître avant le modificateur prédéterminant (all), déterminant (their) et interne (best). Certains modificateurs externes peuvent se déplacer librement entre le début et la fin de leur syntagme nominal. Par exemple, by far the greatest ally peut aussi s'écrire the greatest ally by far.

#### Compléments
Un nominal peut parfois inclure un complément, un dépendant autorisé par le nom tête. Habituellement, ce sont des syntagmes prépositionnels ou des clauses subordonnées. La tête de ces syntagmes prépositionnels est généralement of, comme dans our review of your application ou your receipt of the envelope. Dans certains de ces cas, le complément et le nom peuvent être comparés à une paire verbe et objet direct (we reviewed your application; you received the envelope). Dans d'autres cas, la tête n'est pas of, comme l'illustre par about exercise dans l'arbre ci-dessus. Les clauses qui fonctionnent comme des compléments dans les SN peuvent être finies (a realization that it is important) ou non finies (a requirement for them to do it). Comme pour les compléments de syntagmes prépositionnels de noms, certains compléments de clauses de noms peuvent être comparés à des paires de verbes et de compléments (they realized that it is important; somebody required them to do it).
Les noms peuvent également être complétés par des SN. Exceptionnellement, ces compléments de SN se produisent avant le nom tête. Par exemple, le SN kinesiology fonctionne comme un complément pré-tête dans le syntagme nominal plus large a kinesiology student. Le statut de complément du SN peut être rendu plus clair en paraphrasant le SN qui le contient : a student of kinesiology, dans lequel la kinesiology est plus clairement un complément.
Lorsqu'il y a un complément, il n'y en a généralement qu'un seul, mais jusqu'à trois sont possibles a bet for $10 with DJ that it wasn't true).

### Ordre des éléments dans les syntagmes nominaux
The Cambridge Grammar of the English Language propose l'ordre rigide suivant des éléments dans les SN : modificateurs externes pré-tête (modificateurs périphériques et prédéterminants), déterminants, modificateurs internes pré-tête, complément pré-tête, tête, dépendants internes post-tête, et les modificateurs externes post-tête (réflexifs emphatiques et modificateurs de mise au point). Ces éléments sont présents dans l'exemple ci-dessous:
| even                      | all            | the         | very happy                    | linguistics         | students | at the university           | themselves          | too                              |
| modificateur périphérique | prédéterminant | déterminant | modificateur interne pré-tête | complément pré-tête | tête     | dépendant interne post-tête | réflexif emphatique | modificateurs externes post-tête |

Ces contraintes d'ordre sont appelées rigides car leur violation aboutit à une SN non grammaticale. Par exemple, the very happy linguistics students ne pourraient pas devenir the linguistics very happy students. D'autres contraintes d'ordre sont labiles, ce qui signifie qu'elles reflètent l'ordre général des choses mais peuvent être violées sans produire un syntagme agrammatical. Par exemple, les modificateurs internes pré-tête qui indiquent l'âge apparaissent généralement avant ceux qui indiquent la couleur (par exemple, the new blue tie), mais cet ordre peut être violé pour diverses raisons sans produire un syntagme agrammatical (par exemple, The blue new tie is est une possibilité réponse à la question Which new tie will you wear?). Les modificateurs internes pré-tête et les dépendants internes post-tête sont soumis à des contraintes d'ordre labiles.

#### Ordre des modificateurs internes pré-tête
Une grande attention a été accordée à l'ordre des modificateurs internes pré-nom dans les écrits académiques et populaires sur la grammaire anglaise. De nombreux ordres proposés font appel à des catégories sémantiques. The Cambridge Grammar of the English Language, par exemple, propose l'ordre suivant pour les modificateurs résiduels de pré-tête : évaluatif (par exemple, good, annoying), propriété générale (par exemple, big, cruel), âge (par exemple, new, ancient), couleur (par exemple, black, crimson), provenance (par exemple, French, Chinese), fabrication (par exemple, cotton, carved), type (par exemple, passenger aircraft, men's department). Mark Forsyth suggère que les adjectifs doivent apparaître dans l'ordre suivant : opinion, taille, âge, forme, couleur, origine, matériau, objectif. Ces ordres sont similaires à l'ordre tel qu'analysé par Charles Darling, qui propose cet ordre : observation, taille, forme, âge, couleur, origine, matière, qualificatif. Le tableau suivant récapitule ces commandes :
| Cambridge | évaluatif   | propriété générale | propriété générale | âge   | Couleur | provenance | fabrication | taper        |
| Darling   | opinion     | Taille             | forme              | âge   | Couleur | origine    | Matériel    | qualificatif |
| Forsyth   | observation | Taille             | âge                | forme | Couleur | origine    | Matériel    | objectif     |

Ces contraintes d'ordre prédisent correctement des SN comme a beautiful old Italian touring car, dans laquelle beautiful est évaluative (ou opinion/observation), old d'un âge, Italian une origine (ou provenance) et touring un type (ou but/qualificatif). Cependant, Mark Liberman note que ces contraintes d'ordre peuvent conduire à des prédictions incorrectes : ugly est une opinion et big une taille, mais les données du corpus montrent que big ugly est beaucoup plus courant que ugly big. Liberman note également que ces commandes ne tiennent pas compte des fortes préférences au sein des catégories. Par exemple, long et tall sont les deux tailles, mais long tall est généralement préféré à tall long.
Stefanie Wulff résume et évalue une variété d'autres facteurs qui prédisent l'ordre des modificateurs pré-tête dans les SN en anglais. D'un point de vue phonologique, les modificateurs plus courts apparaissent généralement avant les plus longs, toutes choses étant égales par ailleurs. Par exemple, the long intelligent book est généralement préféré au the intelligent long book. D'un point de vue sémantique, les qualités les plus inhérentes à une chose ont tendance à se rapprocher du nom. Par exemple, solid stainless steel est généralement préféré à stainless solid steel parce que l'inox de l'acier inoxydable est plus inhérent que la solidité de l'acier massif. Toujours d'un point de vue sémantique, les modificateurs qui «dépendent moins de la comparaison sont rapprochés du nom tête». Par exemple, la rougeur d'une lime peut être déterminée sans la comparer à une autre lime mais la petitesse d'une lime ne peut être déterminée que par comparaison avec une autre lime. Ainsi, a small red file est généralement préférable à a red small file. D'un point de vue pragmatique, les modificateurs qui "se souviennent le plus facilement lors de l'apparition du nom" ont tendance à se produire plus près du nom. Par exemple, blonde a tendance à être plus étroitement associée aux cheveux que nice, donc nice blonde hair sont plus susceptibles que blonde nice hair. Également d'un point de vue pragmatique, les modificateurs les plus fréquemment utilisés ont tendance à se produire avant les modificateurs moins fréquemment utilisés. Par exemple, big est un mot plus fréquemment utilisé que cold, nous nous attendrions donc à a big cold lake plutôt qu'à a cold big lake.
La catégorie "dépendants internes post-tête" comprend les modificateurs et compléments post-tête. Bien que les modificateurs aient tendance à ne pas se produire entre les compléments et leurs têtes, The Cambridge Grammar of the English Language ne caractérise pas cette tendance comme une contrainte d'ordre rigide car l'ordre est également affecté par le poids du constituant, les dépendants plus légers apparaissant généralement avant les dépendants lourds. Dans la SN the rumor in the city that Minakshi had decreed that no white woman could live for long within sight of her temple, par exemple, le modificateur in the city sépare la tête rumor du complément that Minakshi had decreed that no white woman could live for long within sight of her temple car le complément est relativement lourd alors que le modificateur est relativement léger.

## Noms versus autres catégories lexicales

### Adjectifs
Les noms et les adjectifs en anglais peuvent généralement être distingués par leurs caractéristiques grammaticales : les noms prototypiques peuvent s'infléchir pour le nombre alors que les adjectifs ne le peuvent pas. Les adjectifs prototypiques peuvent s'infléchir pour le degré de comparaison alors que les noms ne le peuvent pas. Les noms prototypiques dirigent des syntagmes qui peuvent fonctionner comme sujet, objet direct et objet indirect tandis que les adjectifs prototypiques dirigent des syntagmes qui peuvent fonctionner comme modificateur pré-tête des noms et complément lié au sujet. Les adjectifs prototypiques peuvent être modifiés par very alors que les noms ne le peuvent pas. Les noms peuvent être à la tête de syntagmes contenant des déterminants et des prédéterminants alors que les adjectifs ne le peuvent pas,. Le tableau suivant résume certaines de ces caractéristiques:
|                                  | Noms                                                          | Adjectifs                                                            |
| -------------------------------- | ------------------------------------------------------------- | -------------------------------------------------------------------- |
| Inflexion                        | nombre (pluriel –s )                                          | comparatif ( –er ), superlatif ( –est )                              |
| Fonctions typiques               | sujet, objet direct, objet indirect                           | modificateur pré-tête du nom, complément lié au sujet                |
| Modificateur de pré-tête typique | syntagme adjectif                                             | adverbe                                                              |
| Occurrence avec des déterminants | fonctionner comme tête de syntagme contenant des déterminants | ne pas fonctionner comme tête de syntagme contenant des déterminants |

Dans des SN telles que the boy actor, des mots comme boy ne rentrent pas parfaitement dans les catégories nom ou adjectif. Boy ressemble plus à un adjectif qu'à un nom en ce qu'il fonctionne comme un modificateur pré-tête d'un nom, qui est une fonction prototypiquement remplie par des syntagmes adjectifs, et en ce qu'il ne peut pas être pluralisé dans cette position (*the boys actor) . Cependant, boy ressemble plus à un nom qu'à un adjectif en ce sens qu'il ne peut pas être modifié par very (*the very boy actor) comme les adjectifs peuvent généralement l'être et en ce qu'il ne peut pas être séparé du nom principal par un adjectif (*the boy talented actor). De plus, boy ressemble plus à un nom en ce sens qu'il ne peut pas apparaître seul comme complément prédicatif lié au sujet (*the actor is boy). The Cambridge Grammar of the English Language classe les mots comme boy comme des noms. John Robert Ross le classe de la même manière comme un "nom adjectival", un nom avec certaines propriétés adjectivales
Les termes de couleur présentent également des caractéristiques des noms et des adjectifs. Dans de nombreux cas, la catégorie de ces termes peut être clairement identifiée. Par exemple, les termes de couleur utilisés comme sujets (blue represents hope) ou comme compléments (my favorite color is blue) semblent être des noms typiques tandis que les termes de couleur apparaissant de manière attributive (the blue light) semblent être des adjectifs typiques. De même, les termes de couleur marqués au pluriel ( he blues in his paintings) semblent être des noms tandis que ceux marqués comme comparatifs (bluer) ou superlatifs (bluest) semblent être des adjectifs. Cependant, James D. McCawley note un cas dans lequel les termes de couleur semblent avoir des caractéristiques de noms et d'adjectifs en même temps : a deep blue necktie. Dans ce cas, le modificateur de blue est un adjectif (deep) plutôt qu'un adverbe (deeply), ce qui suggère que le terme de couleur est un nom. Cependant, sa fonction semble être la même que celle du blue dans the blue light, qui est un adjectif. Bas Aarts note que cette double catégorisation apparente peut être évitée en traitant des syntagmes comme deep blue comme des composés adjectif-adjectif.
Des expressions comme the lucky dans the lucky don't need to diet présentent également des défis. Des mots comme lucky dans ce cas ont des caractéristiques typiques d'un nom; plus précisément, ils semblent être des têtes de syntagme qui (1) contiennent des déterminants et (2) ont les fonctions prototypiques de SN (telles que sujet, dans cet exemple). Cependant, ces mots ont aussi des caractéristiques d'adjectifs. Par exemple, ils peuvent être modifiés par very (the very lucky don't need to diet) et se combiner avec des morphèmes qui ne peuvent généralement s'attacher qu'à des adjectifs, tels que un- (the unlucky must diet). Pour compliquer encore les choses, ils peuvent prendre comme modificateurs de pré-tête soit des adjectifs (the ostentatious rich), soit des adverbes (the completely innocent). Aarts soutient que des syntagmes comme ceux-ci sont mieux analysées comme syntagmes nominaux avec un élément vide fonctionnant comme tête, donnant une analyse comme celle-ci : [SN the [AP completelyAdv innocentAdj] ∅N] The Cambridge Grammar of the English Language propose une analyse similaire, appelant dans ces cas des mots comme lucky et innocent "fused modifier-heads". En d'autres termes, ils traitent ces mots comme des adjectifs qui ont fusionné avec une tête inexprimée.

### Verbes
En anglais, les noms et les verbes peuvent généralement être distingués en fonction de leurs caractéristiques grammaticales : les noms prototypiques peuvent s'infléchir pour le nombre alors que les verbes ne le peuvent pas. Les verbes prennent une variété de terminaisons flexionnelles que les noms ne peuvent pas, comme le suffixe –ing de la forme du participe présent. Les noms prennent généralement des syntagmes et des clauses prépositionnelles comme compléments tandis que les verbes prennent généralement des syntagmes nominaux et des clauses comme compléments. Les modificateurs pré-tête typiques des noms sont des syntagmes adjectifs, mais les modificateurs pré-tête typiques des verbes sont des syntagmes adverbes. Les noms peuvent être à la tête de syntagmes contenant des déterminants et des prédéterminants, contrairement aux verbes,. Le tableau suivant résume certaines de ces caractéristiques :
|                                  | Noms                                         | Verbes                                            |
| -------------------------------- | -------------------------------------------- | ------------------------------------------------- |
| Inflexion                        | nombre (pluriel –s )                         | temps ( –s, –ed ), participe ( –ing, –ed ou –en ) |
| Fonctions typiques               | sujet, objet direct, objet indirect          | prédicateur                                       |
| Compléments typiques             | syntagme prépositionnel, clause              | syntagme nominal, proposition                     |
| Modificateur de pré-tête typique | syntagme adjectif                            | adverbe                                           |
| Occurrence avec des déterminants | tête de syntagmes contenant des déterminants | pas possible                                      |

Certains mots dérivés de noms, en particulier ceux qui se terminent par –ing (comme painting), peuvent partager des caractéristiques à la fois avec des noms et des verbes. A Comprehensive Grammar of the English Language illustre la gradience des noms verbaux aux verbes dans leurs formes de participe présent, les exemples précédents se comportant davantage comme des noms et les exemples ultérieurs se comportant davantage comme des verbes :
1. some paintings of Brown’s
2. Brown’s paintings of his daughters
3. The painting of Brown is as skillful as that of Gainsborough.
4. Brown’s deft painting of his daughter is a delight to watch.
5. Brown’s deftly painting his daughter is a delight to watch.
6. I dislike Brown’s painting his daughter
7. I dislike Brown painting his daughter (when she ought to be at school)
8. I watched Brown painting his daughter.
9. Brown deftly painting his daughter is a delight to watch.
10. Painting his daughter, Brown noticed that his hand was shaking.
11. Brown painting his daughter that day, I decided to go for a walk.
12. The man painting the girl is Brown.
13. The silently painting man is Brown.
14. Brown is painting his daughter.

Painting(s) dans [1]–[4] sont des noms sans ambiguïté. Paintings dans [1] et [2] présentent le morphème pluriel –s associé aux noms et également des syntagmes principaux contenant des déterminants (c'est-à-dire, some et Brown's), une caractéristique également observée dans [3]–[5]. Painting dans [4] est également modifiée par une syntagme adjectif (deft), suggérant en outre qu'il s'agit d'un nom. Pendant ce temps, painting dans [10]–[14] sont sans ambiguïté des verbes. Parmi ceux-ci, tous sauf [13] prennent des compléments de syntagme nominal post-tête, une caractéristique des verbes mais pas des noms. Alors que painting dans [13] ne prend pas de complément de syntagme nominal, elle est modifiée par un syntagme adverbial (silently), une caractéristique typique des verbes qui est également présente dans [5] et [9]. Les cas gênants sont ceux représentés par painting dans [5]–[9], qui démontrent les caractéristiques des noms et des verbes. Ceux-ci sont souvent appelés gérondifs (bien que la terminologie puisse varier). Painting dans [5]–[9] ressemblent à des noms en ce sens qu'ils sont les têtes de syntagmes fonctionnant comme sujet ou objet direct. Painting dans [5] et [6] ressemblent encore plus à des noms en ce qu'ils apparaissent avec le déterminant Brown's. Cependant, painting dans [5]–[9] ressemblent également à des verbes en ce sens qu'elles prennent un objet de SN post-tête. Painting dans [9] ressemble encore plus à un verbe en ce qu'elle est modifiée par l'adverbe deftly.
Les linguistes ont proposé une variété de comptes pour les gérondifs anglais. Par exemple, Geoffrey K. Pullum et James P. Blevins soutiennent tous deux que les gérondifs sont des syntagmes nominaux avec des têtes de syntagmes verbaux,. D'autres linguistes, comme Richard Hudson, soutiennent que les gérondifs sont à la fois des verbes et des noms. Pourtant, d'autres, comme Bas Aarts, soutiennent que le fait que les gérondifs aient tendance à se produire aux mêmes endroits que les SN (comme sujet, objet direct, etc.) n'est pas suffisant pour soutenir qu'ils se produisent dans des syntagmes nominaux et les traitent plutôt. comme des verbes qui se trouvent dans des positions non canoniques.

### Adverbes
Il y a généralement peu de confusion entre les noms et les adverbes en anglais car il n'y a pas de chevauchement dans la morphologie flexionnelle qu'ils prennent (–s pour les noms, –er et –est pour les adverbes) et ils ont tendance à coexister avec différents types de mots (par exemple, les noms peuvent être en tête de syntagmes contenant des déterminants alors que les adverbes ne le peuvent pas). De plus, les noms et les adverbes ont tendance à diriger des syntagmes avec différentes fonctions prototypiques : les SN fonctionnent généralement comme des sujets, des objets directs et des objets indirects, tandis que les syntagmes adverbiaux fonctionnent généralement comme des circonstant,.
|                                  | Noms                                        | Les adverbes                          |
| -------------------------------- | ------------------------------------------- | ------------------------------------- |
| Inflexion                        | nombre (pluriel –s )                        | comparatif ( –er ), superlatif (–est) |
| Fonctions typiques               | sujet, objet direct, objet indirect         | circonstant                           |
| Occurrence avec des déterminants | tête de syntagme contenant des déterminants | pas possible                          |

Malgré l'absence de chevauchement dans la forme et la distribution des noms et des adverbes, certains linguistes suggèrent une gradience entre une certaine classe de noms et d'adverbes. Par exemple, Barbara M. H. Strang note que des mots comme yesterday et today ont des caractéristiques à la fois de noms et d'adverbes. Ils ressemblent à des noms en ce sens qu'ils peuvent occuper les positions typiques des SN et tête des SN possessifs (p. ex., yesterday's news) mais à la différence des noms prototypiques, ils ne peuvent pas être mis au pluriel et les phrases de tête ne contiennent pas de déterminant. Bas Aarts note que cet argument n'affirme pas réellement des propriétés de type adverbe, mais plutôt l'absence de certaines propriétés des noms, suggérant que des mots comme yesterday et today sont des noms, bien que moins prototypiques que certains noms.

### Déterminatifs
Il y a généralement peu de confusion entre les noms et les déterminatifs en anglais, mais certains mots, à savoir you et we, partagent des caractéristiques à la fois des pronoms et des déterminatifs dans certaines constructions, comme dans we students know the truth. Ces mots ressemblent aux pronoms en ce sens qu'ils présentent un contraste de casse (comparez us students), une caractéristique qui, en anglais moderne, est typique des pronoms mais pas des déterminatifs. Parce qu'ils ressemblent aux pronoms de cette manière, Evelyne Delorme et Ray C. Dougherty traitent les mots comme us comme des pronoms en apposition avec les SN qui les suivent, ce qui est une analyse que Merriam – Webster's Dictionary of English Usage suit également,. Richard Hudson et Mariangela Spinillo classent également ces mots dans la catégorie des pronoms mais ne supposent pas de relation appositive entre le pronom et le reste de la SN,.
Cependant, deux autres caractéristiques font que ces mots ressemblent à des déterminatifs plutôt qu'à des noms. Premièrement, leur position initiale dans le syntagme (we students) est typique des déterminatifs (the students). Deuxièmement, ils ne peuvent pas se combiner avec d'autres déterminatifs (*the we students), ce qui suggère qu'ils remplissent le même rôle. Ces caractéristiques ont conduit des linguistes comme Ray Jackendoff et Steven Paul Abney à catégoriser ces utilisations de we et de you comme des déterminatifs,. The Cambridge Grammar of the English Language classe de la même manière cette utilisation de we et de you comme «une utilisation secondaire étendue» dans laquelle les mots qui ont commencé comme des pronoms ont été réanalysés en tant que déterminatifs.

## Remarques et références

### Remarques
1. ↑  La tradition grammaticale utilise le terme 'déterminant" pour
désigner à la fois la catégorie et la fonction grammaticale de mots
comme "le", "un", "ce", etc. Nous réservons le terme "déterminant à la
fonction" et utilisons "déterminatif" pour la catégorie
2. ↑  Certaines théories suggèrent que les déterminatifs sont en fait des types de pronoms ou l'inverse. Aussi, pour des raisons de simplicité, cet article laissera de côté l'hypothèse du DP.
3. ↑  En plus du singulier et du pluriel, le Vieil anglais avait également des pronoms duel.
4. ↑  L'astérisque indique que la phrase n'est pas grammaticale.